# Gymnothorax albimarginatus
Espèce
Gymnothorax albimarginatus, communément nommé murène à bordure blanche, est une espèce de poissons de la famille des murènes.

## Description
La murène à bordure blanche est considérée comme un poisson de taille moyenne qui peut atteindre 105 cm de long.  Son museau est très arrondi. Sa coloration peut variée de blanc cassé à beige clair avec un liseré blanc caractéristique sur la bordure externe de la nageoire dorsale qui parcourt son corps de l'arrière du crâne au bout de la queue.

## Distribution & habitat
Cette murène est présente dans les eaux tropicales du bassin Indo-Pacifique soit de la partie orientale de l'archipel indonésien à Hawaï ainsi qu'en Polynésie et du sud du Japon aux îles Tonga.
Elle vit sur les pentes sablonneuses des récifs côtiers.

## Biologie
La murène à bordure blanche est un animal benthique qui vit enfoui la journée dans le sable ou entre les blocs du récif et n'en sort que le soir venu pour chasser ses proies. Sa morsure serait venimeuse.